# Замърсяване на почвата
Замърсяване на почвата е термин в екологията, с който се означава внасянето в почвата на нехарактерни за природата химически елементи и съединения или превишаване на естествените нива на концентрация на елементи и съединения.
Това води до понижаването на плодородието и способностите ѝ да се самопречиства.
Замърсяването на почвата произтича основно в резултат от човешка дейност. Примери за такива фактори са:
- използване в земеделието на минерални торове и пестициди;
- отлагане на емитирани във въздуха вещества върху повърхността на почвата (виж например: киселинен дъжд);
- напояване със замърсени повърхностни и подземни води.[1]